# Матюшкин, Фёдор Фёдорович

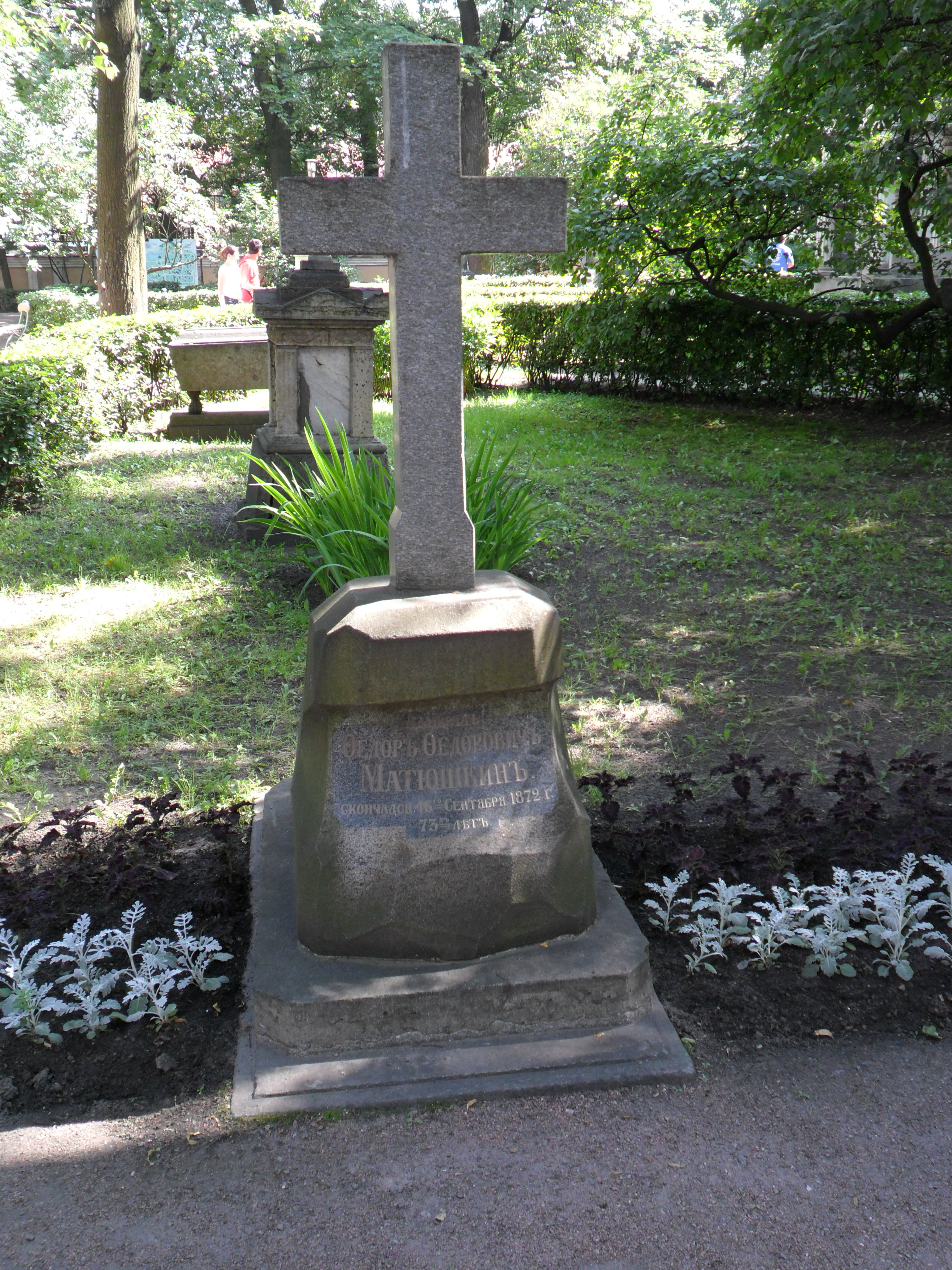
Могила Ф. Ф. Матюшкина на Некрополе мастеров искусств Александро-Невской лавры в Санкт-Петербурге

Фёдор Фёдорович Матю́шкин (10 [21] июля 1799, Штутгарт — 16 [28] сентября 1872, Санкт-Петербург) — адмирал (1867), полярный исследователь, сенатор.

## Биография
Родился в Штутгарте, где его отец, Федор Иванович, служил советником в российском посольстве. После смерти родителей, первоначальное образование получал в пансионе при Московском университете. В 1811 году опекуны устроили его в Царскосельский лицей, который он закончил вместе с А. С. Пушкиным в 1817 году. В том же году коллежский секретарь поступил волонтёром на флот, где в младших чинах участвовал в ряде кругосветных и полярных экспедиций под начальством В. М. Головнина (в 1817—1819 годах на шлюпе «Камчатка») и барона Ф. П. Врангеля (в 1820—1824 годах). В свою книгу о путешествии Врангель включил два отчёта Матюшкина о поездках к берегам рек Большого и Малого Анюя и по тундре к востоку от Колымы, с описанием местностей и нравов жителей. Врангель назвал один из описанных им мысов в Чаунской губе мысом Матюшкина. В 1825—1827 годах Матюшкин в чине лейтенанта вновь сопровождал Врангеля в кругосветном плавании на шлюпе «Кроткий».
Согласно показанию М. П. Бестужева-Рюмина, Ф. Ф. Матюшкин в марте — августе 1824 года был принят К. Ф. Рылеевым при участии И. И. Пущина в Северное тайное общество и причислен к «морской» управе. По свидетельству Ф. П. Врангеля, в начале 1826 года, находясь в кругосветном плавании и узнав о выступлении 14 декабря 1825 года, пытался вести «вольнодумческие» разговоры. К следствию не привлекался и наказания не понес, но Следственный комитет собирал о нём сведения.
С 1828 года Матюшкин в качестве вахтенного начальника находился в Средиземноморской эскадре графа Л. П. Гейдена, участвуя с ней в блокаде Дарданелл, на кораблях «Эммануил» и «Фершампенуаз», и был награждён орденом Св. Владимира 4-й степени.
В чине капитан-лейтенанта, командуя бригом «Ахиллес», в сражении с идриотами острова Пороса 30 июня 1831 года Матюшкин отличился при атаке корвета «Специя», взорванного им под огнём береговых батарей; за это дело ему был пожалован бант к ордену Св. Владимира 4-й степени. За проведение 18 морских кампаний 16 декабря 1831 года он был награждён орденом Св. Георгия 4-й степени (№ 4615 по кавалерскому списку Григоровича — Степанова).
Вернувшись в 1834 году в Кронштадт, Матюшкин некоторое время командовал фрегатом «Амфитрида», но вскоре был переведён в Черноморский флот. Командуя фрегатом «Браилов» и кораблём «Варшава», крейсировал у кавказских берегов, неоднократно перевозя десантные отряды и принимая деятельное участие в делах против горцев.
14 февраля 1837 года на фрегате «Браилов» был дан траурный залп из всех орудий по случаю гибели поэта А. С. Пушкина, который был другом капитана фрегата Ф. Ф. Матюшкина.
в 1838 году участвовал в битве против горцев и при взятии местечек Туапсе и Шапсухо и за отличие произведён в капитаны 2-го ранга. В 1840 году произведён в капитаны 1-го ранга и в 1849 году — в контр-адмиралы.
Переведённый на Балтику, Матюшкин был назначен командиром 3-й бригады 3-й дивизии Балтийского флота и в 1850—1851 годах плавал у берегов Дании, Шлезвига и Голштинии. За успешную блокаду Кильского залива, во время которой он командовал бригадой линейных кораблей, Матюшкин был награждён орденом Св. Владимира 3-й степени и орденом Данеброга. Этим плаванием окончилась строевая деятельность Матюшкина.
Назначенный в 1852 году вице-директором инспекторского департамента, он посвятил себя административной деятельности: участвовал в составлении нового морского устава, исправлял должность главного командира Свеаборгского порта, состоял членом морского генерал-аудиториата, цензором от морского министерства, членом разных комитетов и с 1858 года председателем Морского учёного комитета; 26 августа 1856 года был произведён в вице-адмиралы, а 30 августа 1861 года назначен сенатором; с 1865 года был первоприсутствующим во 2-м отделении 5-го департамента Сената. Произведён в адмиралы 9 июня 1867 года.
Также Ф. Ф. Матюшкин был награждён орденами: Св. Станислава 1-й степени (1853), Св. Анны 1-й степени (1861) и Св. Владимира 2-й степени с мечами (1864).
Умер в Санкт-Петербурге 16 (28) сентября 1872 года. Похоронен на Смоленском лютеранском кладбище, в 1956 году перезахоронен в Александро-Невской лавре на Тихвинское кладбище — Некрополь мастеров искусств.
Учившийся вместе с Матюшкиным в Царскосельском лицее Пушкин вспоминал о нём в стихотворении «19 октября»:

Счастливый путь! С лицейского порога

Ты на корабль перешагнул шутя,

И с той поры в морях твоя дорога,

О, волн и бурь любимое дитя!
в 1860 году в комитет по сооружению памятнику великому поэту вступил и полный адмирал, сенатор Фёдор Фёдорович Матюшкин.
Матюшкину также было посвящено стихотворение Александра Городницкого «Матюшкин».
Матюшкину посвящена повесть «В морях и странствиях» известного советского писателя Юрия Давыдова.
В честь Ф. Ф. Матюшкина названы:
- гора Матюшкина (Чукотское море, остров Врангеля)[9];
- мыс Матюшкина (Восточно-Сибирское море, Чаунская губа; мыс описан в 1821 году экспедицией Ф. П. Врангеля, тогда же присвоено название)[9];